# Promozione Calabria 1954-1955
La Promozione fu il massimo campionato regionale di calcio disputato in Calabria nella stagione 1954-1955.
A ciascun girone, che garantiva al suo vincitore la promozione in IV Serie a condizione di soddisfare le condizioni economiche richieste dai regolamenti, partecipavano sedici squadre, ed era prevista la retrocessione delle quattro peggio piazzate, anche se erano possibili aggiustamenti automatici per ripartire fra le appropriate sedi locali le squadre discendenti dalla IV Serie.
Questi sono i gironi organizzati dalla Lega Regionale Calabra per la regione Calabria.

## Squadre partecipanti
| Club                                              | Città (provincia)    | Stagione precedente |
| ------------------------------------------------- | -------------------- | ------------------- |
| A.S. Amantea                                      | Amantea (CS)         |                     |
| U.S. Bagnarese                                    | Bagnara Calabra (RC) |                     |
| U.S. Borgia                                       | Borgia (CZ)          |                     |
| C.R.A.L. Caffè Guglielmo                          | Catanzaro            |                     |
| U.S. Castrovillari                                | Castrovillari (CS)   |                     |
| S.S. Eugenio Sicilia Sez. Calcio "Emilio Morrone" | Cosenza              |                     |
| C.R.A.L. Juventus                                 | Tropea (CZ)          |                     |
| U.S. Palmese                                      | Palmi (RC)           |                     |
| Polindomita                                       | Cosenza              |                     |
| U.S. Praia                                        | Praia a Mare (CS)    |                     |
| A.C. Rossanese                                    | Rossano (CS)         |                     |
| U.S. Soverato                                     | Soverato (CZ)        |                     |
| A.C. Taurianovese                                 | Taurianova (RC)      |                     |
| S.S. "Tenente Mazzuca"                            | Carolei (CS)         |                     |
| U.S. Vibonese                                     | Vibo Valentia (CZ)   |                     |
| U.S. Vigor Nicastro                               | Nicastro (CZ)        |                     |

## Classifica finale
|  | Pos. | Squadra            | Pt      | G   | V   | N  | P   | GF  | GS  | DR  |
|  | ---- | ------------------ | ------- | --- | --- | -- | --- | --- | --- | --- |
|  | 1.   | Vigor Nicastro     | 45      | 28  | 20  | 5  | 3   | 73  | 20  | +53 |
|  | 2.   | Taurianovese       | 42      | 28  | 17  | 8  | 3   | 66  | 32  | +34 |
|  | 3.   | Castrovillari (-3) | 31      | 28  | 16  | 2  | 10  | 58  | 37  | +21 |
|  | 4.   | Vibonese           | 29      | 28  | 12  | 5  | 11  | 44  | 44  | 0   |
|  | 5.   | Eugenio Sicilia    | 29      | 28  | 11  | 7  | 10  | 55  | 47  | +8  |
|  | 6.   | Juventus Tropea    | 27      | 28  | 11  | 5  | 12  | 57  | 36  | +21 |
|  | 7.   | Amantea            | 26      | 28  | 10  | 6  | 12  | 43  | 34  | +9  |
|  | 8.   | Rossanese          | 26      | 28  | 9   | 8  | 11  | 50  | 69  | -19 |
|  | 9.   | Caffè Guglielmo    | 25      | 28  | 10  | 5  | 13  | 32  | 43  | -11 |
|  | 10.  | Palmese            | 25      | 28  | 10  | 5  | 13  | 35  | 54  | -19 |
|  | 11.  | Soverato           | 24      | 28  | 11  | 2  | 15  | 40  | 44  | -4  |
|  | 12.  | Praia              | 23      | 28  | 8   | 7  | 13  | 27  | 41  | -14 |
|  | 13.  | Mazzuca            | 23      | 28  | 9   | 5  | 14  | 43  | 47  | -4  |
|  | 14.  | Polindomita        | 21      | 28  | 7   | 7  | 14  | 22  | 55  | -33 |
|  | 15.  | Bagnarese (-1)     | 20      | 28  | 7   | 7  | 14  | 29  | 67  | -38 |
|  | ---  | Borgia             | Escluso |     |     |    |     |     |     |     |
|  |      |                    | 418     | 420 | 168 | 84 | 168 | 674 | 670 | 0   |

Legenda:
      Promesso in IV Serie 1955-1956.
      Retrocesso in Prima Divisione Calabra 1955-1956.
  Non disputa il campionato successivo.
Regolamento:
Due punti a vittoria, uno a pareggio, zero a sconfitta.
Pari merito in caso di pari punti.
Note:
Bagnarese ha scontato 1 punto di penalizzazione in classifica per una rinuncia.
Castrovillari ha scontato 3 punti di penalizzazione in classifica per tre rinunce.
La Rossanese rinuncia al campionato di Promozione Calabria 1955-1956.